# Niels Marthinsen
Niels Marthinsen (1963) is een Deens componist.

## Leven
Hij kreeg zijn muziekopleiding aan een voorloper van Det Jyske Musikkonservatorium in Aarhus. Zijn docenten waren Per Nørgård, Hans Abrahamsen, Steen Pade, Karl Aage Rasmussen en Poul Ruders. Al snel was hij zelf docent aan genoemd instituut in de vakken compositieleer, orkestratie, muziektheorie en muziekgeschiedenis.
Hij won in 1993 de Victor Borge Prijs en in 2008 de prijs vernoemd naar Hans Christian Lumbye. Hij kreeg ook een toelage uit het Statens Kunstfonds.

## Muziek
Marthinsen wilde vanaf het begin muziek voor iedereen schrijven. Het leverde hem in 1993 het commentaar op van "Bloedtransfusie voor het Deense muziekleven". Sinds zijn eerste werk uit 1986 (Erscheinungen voor orkest) is er een constante stroom van werken, meest in opdracht of op verzoek geschreven. Daarin bedient hij zich ook van klassieke genres als symfonie (tot 2018 drie) en opera (tot en met 2018 een zevental waaronder: Skriftestolen/The confessional, Kongen af Himmelby/King of Utopiaville). Daartegenin noemt hij de daarbij behorende ouvertures demo's dan wel trailers.
Symfonie nr. 1 kreeg als subtitel Monstersymfonie. Het is een verwijzing naar muziek uit de griezelfilms. Symfonie nr. 2 kreeg als subtitel Snapshot symphony (‘snapshot’ betekent momentopname). Dat is eveneens een verwijzing naar muziek met een filmisch karakter. Die symfonie kwam in drie delen. De subtitels spreken voor zich: Fiesta Mexicana, Arabian nights en Great fireworks of China. Zijn derde symfonie kreeg de subtitel The planets. Dat film een belangrijk onderdeel is van zijn leven, kan voorts gehaald worden uit de subtitel van zijn Concert voor drie trombones en orkest, In de schaduw van de Bat (‘Bat’ staat voor Batman).
- Bibliothèque nationale de France: cb165932407 (data)
- Gemeinsame Normdatei: 131843761
- International Standard Name Identifier: 0000 0000 7874 1571
- Library of Congress Control Number: n97001689
- LIBRIS: 137448
- Virtual International Authority File: 49194904
- WorldCat: E39PBJyrWRwB8JyhGtyMBQ8grq